# Юркін Олександр Валентинович
Олександр Валентинович Юркін (нар. 27 лютого 1956, Новошахтинськ) — екс-голова Федерації профспілок України.

## Освіта
Економіст, магістр міжнародного менеджменту (закінчив Вищу школу профспілкового руху і Академію зовнішньої торгівлі).

## Професійна і громадська діяльність
1975 — слюсар з ремонту турбінного устаткування реакторно-турбінного цеху ПО «Чорнобильська АЕС».
1975–1977 — служба в лавах Радянської армії.
З 1977 — черговий слюсар, машиніст-обхідник турбінного обладнання, провідний інженер відділу супроводу об'єкта «Укриття», секретар комітету комсомолу ЧАЕС.
1984–1991 — заступник голови профкому ЧАЕС.
1991–1992 — голова профкому ЧАЕС.
1992–2005 — виступив ініціатором і безпосереднім учасником створення Профспілки працівників атомної енергетики та промисловості України (була заснована у 1992 році на базі профспілкових організацій і підприємств атомної енергетики і промисловості, що входили до складу Профспілки працівників атомної енергетики і промисловості СРСР).
2005–2008 — Голова Федерації профспілок України (ФПУ).

## Нагороди
Нагороджений Почесною грамотою Кабінету Міністрів України (2002), орденом «За заслуги» ІІІ ступеня (2004).

## Сім'я
Одружений, має двох синів.